# Jakob Brendel
Jakob Brendel (Spira, 18 settembre 1907 – Norimberga, 2 febbraio 1964) è stato un lottatore tedesco, specializzato nella lotta greco-romana.

## Palmarès

### Olimpiadi
- Oro a Los Angeles 1932 nei pesi gallo.
- Bronzo a Berlino 1936 nei pesi gallo.